# Шалівка

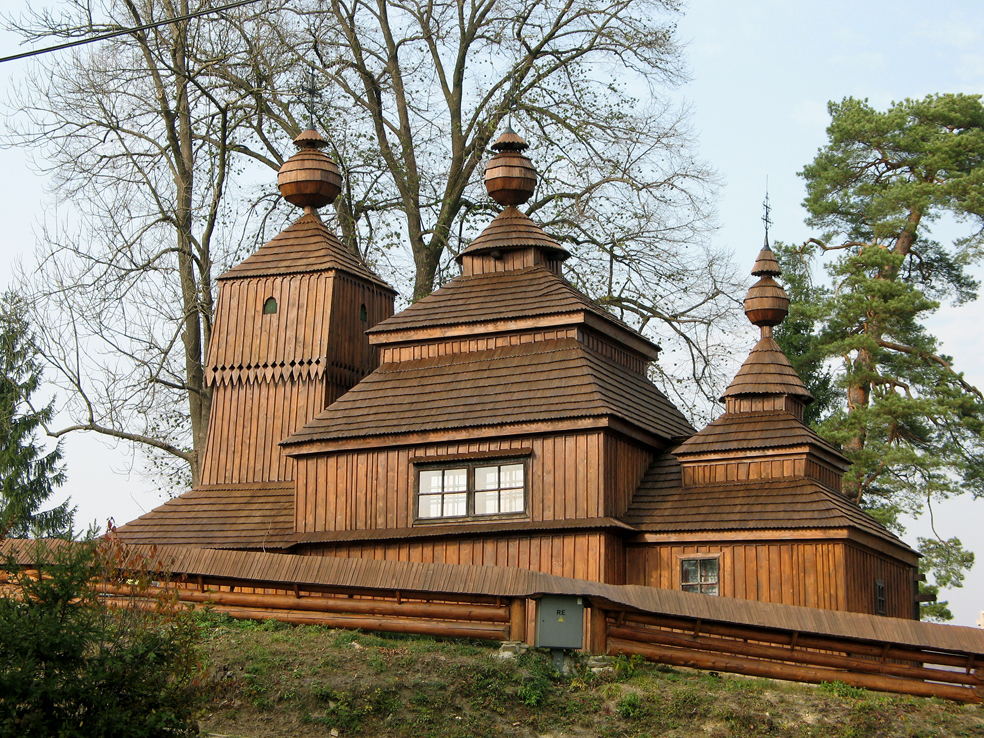
Церква у селі Бодруджаль, 1658 року

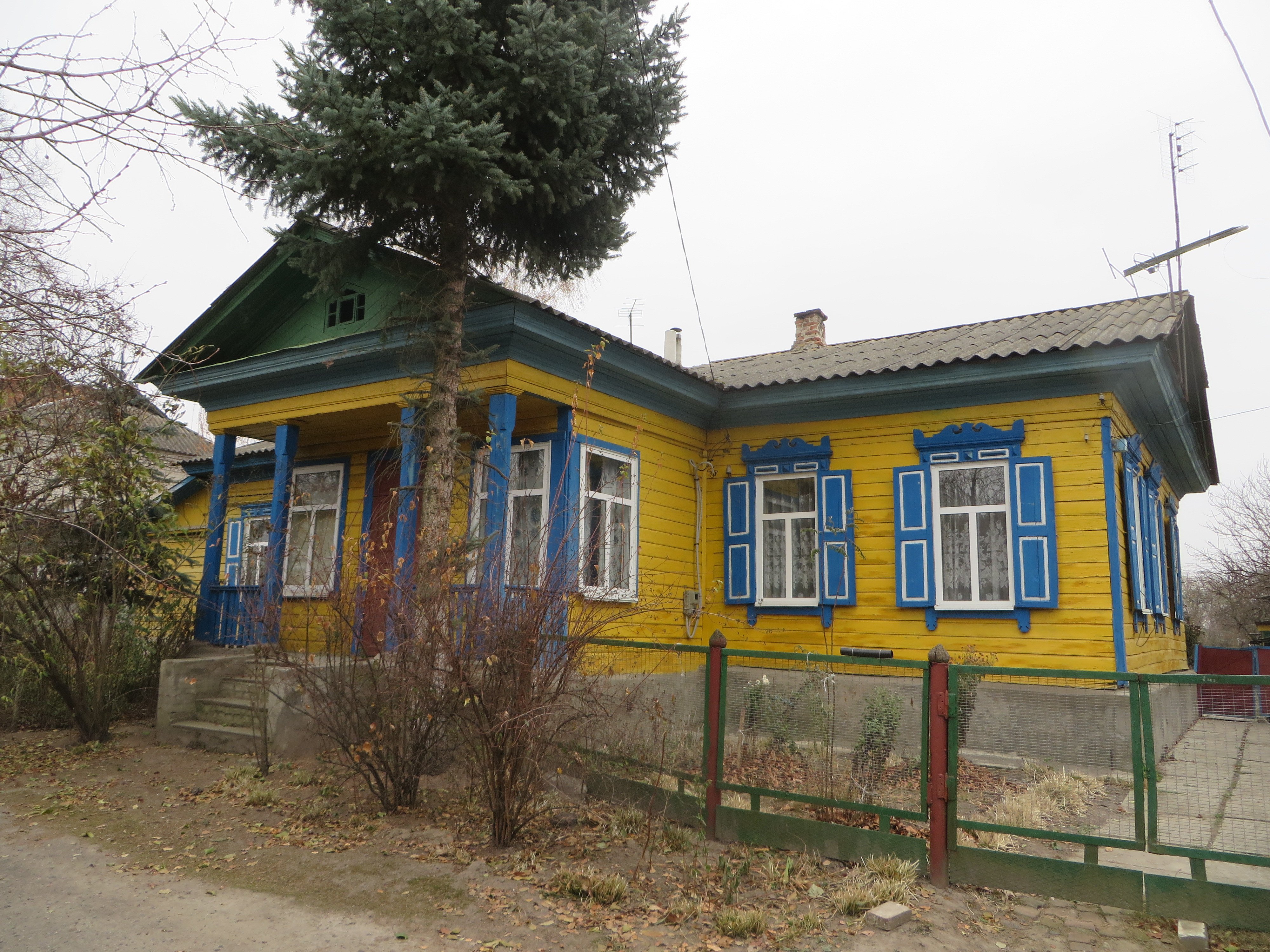
Хата в селі Стольне, оздоблена шалівкою

Шалі́вка — дощате покриття стін у вигляді вертикальних або горизонтальних рядів, дошки для такого покриття, а також окрема з таких дощок. Стіни, покриті такими дошками, називаються шальованими. Дієслово «шалювати» («покривати тонкими дошками»), що дало назву матеріалу, походить від нім. schalen (можливо, через пол. szalować), пов'язаного з сер-в.-нім. schal, давн.в-нім. scala («шкаралупа»), спорідненими з укр. скала, скалка. Назва, очевидно, має зобов'язувати походженням тому, що первісно кору з дощок, призначених для обшивання, не знімали.
Шалівка широко використовується у цивільній і церковній архітектурі для обшивання дерев'яних хат і церков, а також для їх оздоблення. Розташовуючи шалівки різної товщини під різними кутами, створюють примхливі візерунки, що замінюють домову різьбу.